# Romankowo
Romankowo (niem. Romsdorf) – wieś w Polsce, położona w województwie warmińsko-mazurskim, w powiecie bartoszyckim, w gminie Sępopol. Siedziba sołectwa, w którego skład wchodzi również miejscowość Miedna. 
W latach 1975–1998 wieś administracyjnie należała do województwa olsztyńskiego.

## Historia
Wieś lokowana w 1468 r. na prawie chełmińskim na 60 włókach. Zasadźcą był Michał z Korsz. W XVI w. ziemia została włączona do majątku szlacheckiego. W XVII wieku Romankowo należało do rodu zu Eulenburg z Prosny. W 1733 r. powstała we wsi szkoła. W 1889 r. Romankowo jako majątek ziemski, należało do niejakiego Zimmermanna, i obejmowało 978 ha ziemi. W 1935 r. w tutejszej szkole nauczało dwóch nauczycieli a do szkoły uczęszczało 79 uczniów. W 1939 r. we wsi mieszkało 457 osób.
W latach 60. XX wieku wybudowano we wsi nową szkołę. W 1977 r. szkoła została zlikwidowana. W 1978 r. we wsi było 59 indywidualnych gospodarstw rolnych, uprawiających łącznie 631 ha ziemi. W tym czasie we wsi była świetlica, punkt biblioteczny, sala kinowa na 60 miejsc, sklep wielobranżowy i siedziba leśnictwa. W 1983 r. we wsi było 50 domów i 275 mieszkańców.